# Palazzo vescovile di Teramo
Il Palazzo Vescovile, detto anche semplicemente Vescovado oppure Episcopio, è la struttura principale della diocesi di Teramo-Atri, situato a Teramo, in Piazza Martiri della Libertà, a pochi passi dalla Cattedrale.

## Storia
La sede vescovile originaria, come testimoniato da Niccola Palma, era in vicolo Antica Cattedrale, accanto alla Chiesa di Sant'Anna, sede storica della diocesi Aprutina. Fino al completamento della nuova cattedrale del vescovo Guido II, questa fu la storica sede.
Il palazzo attuale posto tra piazza Martiri  della Libertà (ex piazza  di Sopra o piazza  Vittorio  Emanuele) e piazza Orsini  (ex piazza Mercato  o piazza  Cavour), è frutto di una ricostruzione voluta dal vescovo Pietro IV degli Aprutini, con bolla del 15 aprile 1229, mentre un'altra citazione si ha il 15 gennaio 1287, relativa alla fabbrica trecentesca oggi non pervenuta. Del Medioevo l'unica testimonianza è una lapide conservata nel palazzo risalente al 1307, quando era vescovo Rainaldo d'Acquaviva, che ne volle il restauro.
La collocazione odierna del palazzo, accanto alla Cattedrale di Santa Maria Assunta, è dovuta alla ricostruzione della città dopo l'incendio di Roberto II di Loritello nel 1156, infatti lo storico Niccola Palma parla di alcune carte risalenti alla presenza della diocesi a Teramo, con chiesa cattedrale dedicata a Santa Maria, già nel 986, per quanto testimoniavano i documenti in sua mano. Infatti è cosa risaputa che la primitiva cattedrale di Teramo si trova nel quartiere San Leonardo, in Largo Torre Bruciata, inglobata nell'attuale chiesa di Sant'Anna dei Pompetti, e l'episcopio vecchio è ancora oggi in parte leggibile nella muratura di Casa San Berardo, che sorge in via Antica Cattedrale, e venne riutilizzato in larga parte per la costruzione della chiesa di Santa Caterina. Altri documenti riportati dal Palma, citano le date 1102 e 1105. Nel 1093 la cattedrale e l'Episcopio entrarono in possesso di donazioni fatte dal monastero di San Giovanni a Scorzone, fuori le mura.
Dopo la distruzione del 1156, l'episcopio fu rifatto nel luogo odierno, e fino al 1456 aveva l'aspetto di una piccola casa palaziata fortificata da torri angolari e da un piccolo fossato, stando anche  alle testimonianze di Muzio Muzii, a simboleggiare la supremazia del potere vescovile sulla città. Il palazzetto aveva due piani con loggiato al pianterreno e loggette aperte all'interno e all'esterno, poste sul piano superiore. Testimonianze di tale aspetto si hanno in raffigurazioni delle carte geografiche della città e nel polittico eseguito da Jacobello del Fiore conservato nel Duomo. 

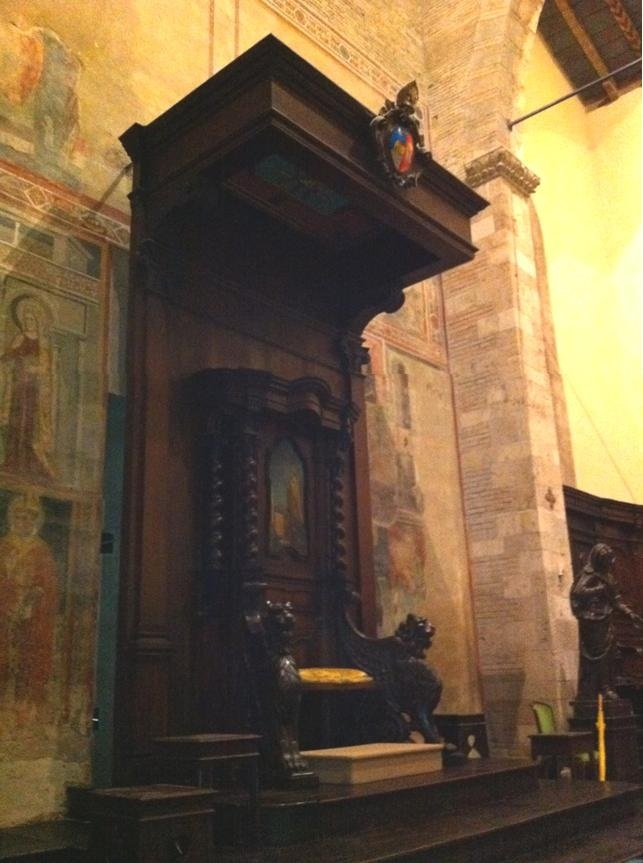
La cattedra del Vescovo, nel Duomo

Un importante restauro rinascimentale ci fu con il vescovo Giacomo Silverio Piccolomini nella metà del Cinquecento, che realizzò l'esterno come lo si vede oggi. L'Episcopio e il Duomo erano fabbricati separati, divisi da una strada che il vescovo e il clero percorrevano per uscire dalla chiesa e recarsi direttamente nel palazzo. Tale percorso fu completato nel 1738 con la costruzione dell'Arco di Monsignore, quando il vescovo Alessio Tommaso de' Rossi ottenne il permesso affinché la curia favorisse di un accesso speciale. L'arco era un corridoio chiuso che permetteva il collegamento dal palazzo al duomo, permettendo inoltre il passaggio da piazza a piazza.
Nel 1969 l'arco, unica testimonianza in Abruzzo di tale ingresso in ambito religioso, fu barbaramente abbattuto durante i lavori di rifacimento esterno della cattedrale lato piazza Martiri  della libertà,  voluti dal soprintendente  Mario Moretti. Moretti intendeva liberare l'estremo della cattedrale dalle case addossate, come era stato già fatto nel 1930 da Francesco Savini con le case attaccate al duomo, lato piazza Orsini.
Causa dell'abbattimento fu la delibera comunale di "problemi deambulatori" stradali, ossia che la corriera non poteva raggiungere comodamente la piazza.
In occasione del restauro, nel cortile del palazzo fu rimontato il Battistero del XIII secolo a pianta quadrata, con colonnine gotiche, e tetto a calotta posticcio, che si trovava all'angolo della cattedrale lato piazza Martiri.
L'ultimo restauro dell'Episcopio ci fu con il monsignor Antonio Nuzzi, al fine di trasformare il palazzo da semplice casa abitativa in centro delle principali attività pastorali della Diocesi. In occasione della solennità di san Berardo, patrono di Teramo, il 19 dicembre 2000 il palazzo è stato riaperto con solenne cerimonia. I restauri attendevano dal 1981, poiché l'area fu colpita da un terremoto, e la diocesi era momentaneamente alloggiata in un prefabbricato. Gli uffici stavano solo al piano superiore, trasferiti dal monsignor Abele Conigli, e sistemati alla meglio nell'ampio salone.

## Descrizione

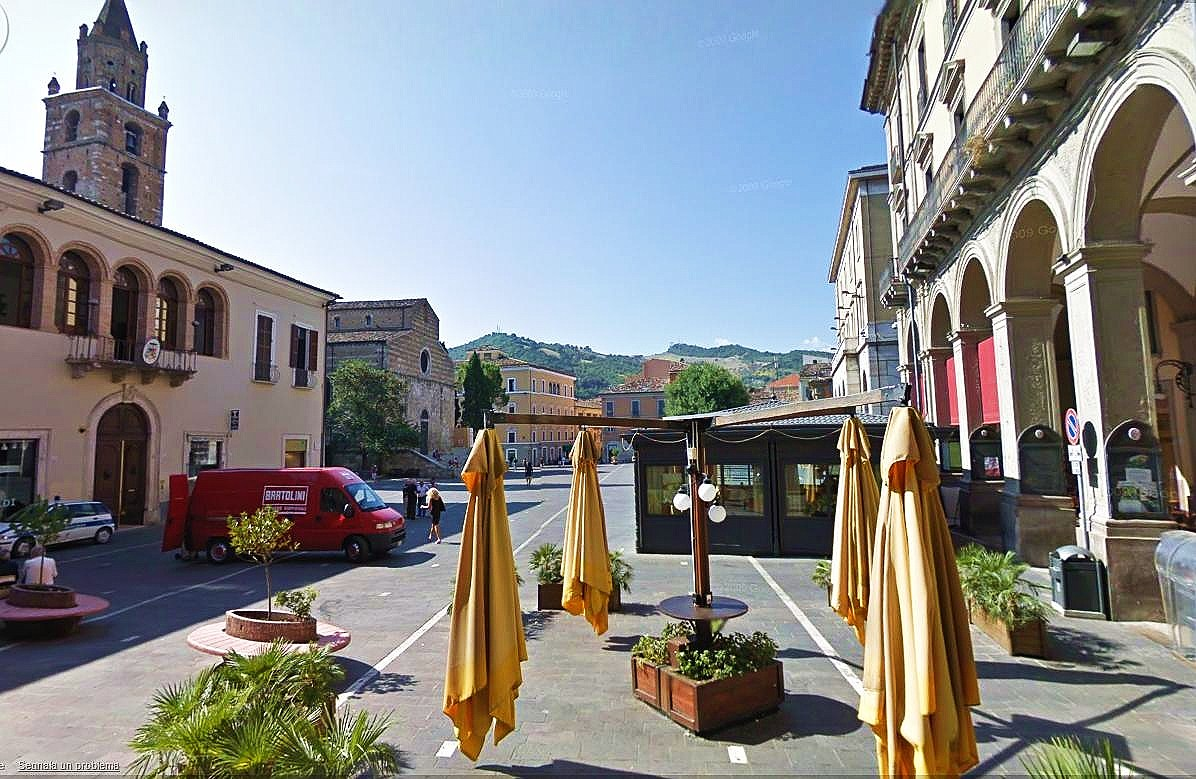
Piazza Martiri con i portici di Palazzo Pompetti, e sulla sinistra il palazzo vescovile

Il porticato, prospettante su Piazza Ercole Orsini, conserva traccia dell'impianto medievale, con archi ogivali in pietra, ornati da doppia cornice e sostenuti da pilastri in pietra, rialzati su plinti in mattoni dopo il 1860 a causa dell'abbassamento del piano di calpestio. Non si sa se il porticato a loggiato originariamente era presente sul lato orientale, un porticato sostenuto da colonne ottagonali in laterizio, doveva esistere certamente anche su via Vescovado, poiché all'interno dei negozi dei palazzi attorno se ne vedono tracce. Il porticato, insieme al loggiato con le colonne tortili superiore, sorretto da leoni stilofori, restaurato da Francesco Savini nel 1913, è stato obliterato in seguito alle modifiche cinquecentesche, nascosto dall'avancorpo con la nuova scala d'accesso al piano superiore, che fu creato nel 1813 dal vescovo Nanni.
Nel cortile interno quadrato sono conservate quattro colonne ottagonali, forse appartenenti al primitivo portico. Dal portico un ingresso monumentale architravato a timpano triangolare, mediante uno scalone, permette l'accesso ai piani superiori. All'interno si conservano alcuni arredi provenienti dalla Cattedrale, come la "Tomba dei Canonici", edicola votiva a quattro colonnine tortili sostenute da leoncini stilofori, e coronate da capitelli fogliati, nonché una base ci cero pasquale di primo XV secolo. Al Quattrocento risale anche una statua di Madonna col Bambino in pietra, cava nella parte posteriore, e ridipinta nei secoli successivi: la statua appartenente all'artigianato popolare, seduta su sgabello che porge un pomo a Gesù, vestito di camiciola, che siede con innaturale posizione delle gambe sulle ginocchia di Maria. Al primo Seicento appartiene alla mano di artista fiammingo il dipinto di San Berardo, che componeva un polittico perduto, e allo stesso periodo risale il quadro di Sant'Attone con la badia dei canonici del Capitolo Aprutino, alla metà del XVIII secolo risale una tela della Presentazione del Bambino Gesù a San Francesco d'Assisi, della scuola del pittore Andrea Lilli.